# Cyphotettix tindalei
Cyphotettix tindalei är en insektsart som beskrevs av Rehn, J.A.G. 1952. Cyphotettix tindalei ingår i släktet Cyphotettix och familjen torngräshoppor. Inga underarter finns listade i Catalogue of Life.